# Kozienice (plaats)
Kozienice is een stad in het Poolse woiwodschap Mazovië, gelegen in de powiat Kozienicki. De oppervlakte bedraagt 10,45 km², het inwonertal 18.763 (2005).

## Verkeer en vervoer
- Station Kozienice

## Geboren in Kozienice
- Sigismund I van Polen (1467-1548), koning van Polen van 1506 tot 1548
- Frans Krajcberg (1921-2017), Braziliaans beeldhouwer